# Анхефенсехмет I
Анхефенсехмет I (*X ст. до н. е.) — давньоєгипетський діяч XXI династії, верховний жрець Птаха у Мемфісі за володарювання фараона Псусеннеса II.

## Життєпис
Походив з роду Птахемхата IV. Син Ашахета II, верховного жерця Птаха. Після смерті батька у 2-й чверті X ст. до н. е. стає новим верховним жерцем Птаха за фараона Псусеннеса II. Намагався посилити вплив свого роду та мемфіського жрецтва в Нижньому Єгипті. Втім тут він стикнувся з більш сильною владою фараонів, оскільки фараон належав до династії фіванських жерців Амона. В результаті вплив жерців Птаха знову послабився.
Втім, під час занепаду XXI династії не мав достатніх політичних та військових сил щоб посісти трон. Тому з'єднався з лівійським військовиком Шешонком, якого підтримав під час посідання трону та заснування XXII династії. Помер за правління фараона Шешонка I.

## Родина
Дружина — Тапешенесе, головна очільника гарему Птаха та жриця Мут.
Діти:
- Шедсу-Нефертум, верховний жрець Птаха